# 颜德明
颜德明（1917年—1985年），中国人民解放军将领、中国人民解放军开国少将。
曾任中国人民解放军47军副军长。1955年，授予中国人民解放军少将。